# Rus (Schiff)
Die Rus (russisch Русь) (dt. Rus) ist ein Flusskreuzfahrtschiff, das im Jahre 1987 in der DDR im VEB Elbewerft Boizenburg/Roßlau gebaut wurde und zur Dmitriy Furmanov-Klasse, Projekt 302, Serie II, deutsche Bezeichnung – BiFa 129М (Binnenfahrgastschiff 129 Meter) – gehört. Bau-Nummer: 389. Das Schiff wird von Vodohod auf der Kreuzfahrt-Strecke Sankt Petersburg – Mandrogi – Kischi – Gorizy – Uglitsch – Moskau eingesetzt.

## Geschichte
Das Flusskreuzfahrtschiff mit vier Passagierdecks wurde 1987 für die Reederei „Wolschskoje Retschnoje Parochodstwo“ (Wolga-Flussreederei) in Nischni Nowgorod gebaut. Es gehört zu einer 1983 bis 1991 hergestellten Baureihe von 27 + 1 (Vladimir Vysotskiy – nicht beendet) Schiffen der Dmitriy Furmanov-Klasse, eine Weiterentwicklung der Vladimir Ilyich-Klasse von derselben Werft. Das Schiff verfügt über einen dieselelektrischen Antrieb mit drei Hauptmotoren.
Im Herbst 2011 fuhr die Rus unter Leitung des Kapitän Sergei Stepanow auf der südlicheren Kreuzfahrt-Strecke Astrachan – Moskau und Nischni Nowgorod – Moskau.

## Ausstattung
Alle komfortablen 1-, 2- und 4-Bett-Kabinen sind ausgestattet mit Klimaanlage, Kühlschrank, Dusche und WC, 220-V-Anschluss und haben große Fenster (ausgenommen am unteren Deck). An Bord sind Restaurant und Bar-Restaurant, zwei Bars, Veranstaltungsraum, Sonnendeck mit Liegestühlen, Musiksalon, Sauna.